# Gasteranthus crispus
Gasteranthus crispus är en tvåhjärtbladig växtart som först beskrevs av Rudolf Mansfeld, och fick sitt nu gällande namn av Wiehler. Gasteranthus crispus ingår i släktet Gasteranthus och familjen Gesneriaceae. Inga underarter finns listade i Catalogue of Life.